# Bawlakhe
Bawlakhe (birmano: ဘော်လခဲမြို့) es una localidad del Estado Kayah, en el este de Birmania. Dentro del estado, Bawlakhe es la capital del distrito homónimo y del municipio homónimo.
En 2014 tenía una población de 4146 habitantes, algo menos de la mitad de la población municipal.
La localidad era hasta 1959 sede de uno de los cinco pequeños estados Karenni, principados asociados a la Birmania británica y ubicados en el actual Estado Kayah. En 1901, el estado de Bawlakhe tenía una población de 5701 habitantes en un territorio de 520 kilómetros cuadrados.
Se ubica unos 50 km al sur de la capital estatal Loikaw, sobre la carretera 5 que lleva a Taungoo.